# Cremušina
Cremušina is een plaats in de gemeente Veliki Grđevac in de Kroatische provincie Bjelovar-Bilogora. De plaats telt 3 inwoners (2001).